# Liste der Landtagswahlkreise in Sachsen-Anhalt
Die Liste der Landtagswahlkreise in Sachsen-Anhalt listet alle Wahlkreise zur Wahl des sachsen-anhaltischen Landtages auf.

## Geschichte
Bei der ersten Landtagswahl 1990 bekamen die Wahlkreise ihre Namen vom Landkreis, in dem er sich befand. Viele Wahlkreise wurden dabei von einer Kreisgrenze durchschnitten. So erfolgte des Öfteren eine Nummerierung mit römischen Zahlen. In gewisser Weise lässt sich die Namensgebung mit der vergleichen, wie sie bei den Landtagswahlkreisen in Nordrhein-Westfalen angewendet wird. Die Zahl der Wahlkreise betrug damals 49. Für die Einteilung siehe die Liste der Landtagswahlkreise in Sachsen-Anhalt 1990
Zur Landtagswahl 1994 wurden die Wahlkreise größtenteils umbenannt, römische Zahlen wurden nur noch in Magdeburg, Dessau und Halle an der Saale verwendet. Letztere Stadt teilte man 1990 noch in Altstadt und Neustadt auf, die Nummerierung der Altstadt ging von I bis IV, die Neustadt hatte zwei Wahlkreise. Jetzt hießen die Wahlkreise nur noch Halle I bis VI. 2002 folgte eine geringfügige Änderung, Halle verlor einen Wahlkreis, dafür entstand der neue Wahlkreis Bad Dürrenberg-Saalkreis.
Mit der Landtagswahl 2006 reduzierte man die Zahl der Wahlkreise auf 45, dabei verloren Magdeburg und Halle je einen Wahlkreis, zudem löste man in der Region Dessau-Roßlau einen Wahlkreis auf. Auch der Landtagswahlkreis Ballenstedt fiel weg. Bei der Landtagswahl am 26. März 2006 gingen von den 45 Direktmandaten 40 an die CDU, 3 an die Links-Partei und 2 an die SPD. Dem sachsen-anhaltischen Landtag gehörten danach 97 Abgeordnete in 4 Fraktionen an.
Zur Landtagswahl 2011 wurde die Anzahl der Wahlkreise nicht verändert, es änderten sie lediglich einige Wahlkreisbezeichnungen. Die Wahl fand am 20. März 2011 statt. Dem Landtag gehörten danach 105 Abgeordnete in 4 Fraktionen an. Von den 45 Direktmandaten gingen 41 an die CDU, 3 an die Partei Die Linke und 1 an die SPD.
Mit der Landtagswahl 2016 wurde die Zahl der Landtagsabgeordneten (ohne eventuelle Überhang- und Ausgleichsmandate) auf 87, die Zahl der Direktmandate auf 43 gesenkt. Damit verbunden war auch eine Neuabgrenzung der bestehenden Wahlkreise. Die Wahlkreise Nebra und Hettstedt wurden dadurch aufgehoben, der Zuschnitt vieler Wahlkreise veränderte sich teils drastisch. Dies wurde vom Landtag im November 2014 mit dem Gesetz zur Parlamentsreform 2014 beschlossen. In diesem ist auch geregelt, dass der Landtag zur darauf folgenden Landtagswahl im Jahr 2021 nochmals verkleinert werden soll, er wird dann nur noch 83 Abgeordnete umfassen, von denen 41 direkt gewählt werden. Dies machte eine weitere Neueinteilung der Wahlkreise erforderlich. Es wurden die Wahlkreise Wanzleben und Wolfen aufgehoben und der Wahlkreiszuschnitt einiger Wahlkreise verändert.

## Namen und Gebiete der Wahlkreise zur Landtagswahl 2021

Landtagswahlkreise seit 2021

| Nr. | Wahlkreis                 | Gebiet | Veränderung zur Landtagswahl 2016 | Veränderung zur Landtagswahl 2016 |
| Nr. | Wahlkreis                 | Gebiet | Abgabe | Aufnahme |
| --- | ------------------------- | --- | --- | --- |
| 01  | Salzwedel                 | vom Altmarkkreis Salzwedel die Gemeinden Beetzendorf, Dähre, Flecken Apenburg-Winterfeld, Flecken Diesdorf, Hansestadt Salzwedel, Jübar, Kuhfelde, Rohrberg, Stadt Arendsee (Altmark), Wallstawe | | Gemeinde Flecken Apenburg-Winterfeld vom WK 2 |
| 02  | Gardelegen-Klötze         | vom Altmarkkreis Salzwedel die Gemeinden Hansestadt Gardelegen, Stadt Kalbe (Milde), Stadt Klötze vom Landkreis Börde die Gemeinde Stadt Oebisfelde-Weferlingen | Gemeinde Flecken Apenburg-Winterfeld an den WK 1 | Stadt Oebisfelde-Weferlingen vom WK 7 |
| 03  | Havelberg-Osterburg       | vom Landkreis Stendal die Gemeinden Aland, Altmärkische Höhe, Altmärkische Wische, Eichstedt (Altmark), Goldbeck, Hansestadt Havelberg, Hansestadt Osterburg (Altmark), Hansestadt Seehausen (Altmark), Hansestadt Werben (Elbe), Hassel, Hohenberg-Krusemark, Iden, Kamern, Klietz, Rochau, Schollene, Schönhausen (Elbe), Stadt Arneburg, Stadt Sandau (Elbe), Wust-Fischbeck, Zehrental | keine | keine |
| 04  | Stendal                   | vom Landkreis Stendal die Gemeinden Hansestadt Stendal, Stadt Bismark (Altmark) | keine | keine |
| 05  | Genthin                   | vom Landkreis Jerichower Land die Gemeinden Elbe-Parey, Stadt Genthin, Stadt Jerichow vom Landkreis Stendal die Gemeinden Stadt Tangerhütte, Stadt Tangermünde | keine | keine |
| 06  | Burg                      | vom Landkreis Jerichower Land die Gemeinden Biederitz, Möser, Stadt Burg, Stadt Möckern | keine | keine |
| 07  | Haldensleben              | vom Landkreis Börde die Gemeinden Altenhausen, Beendorf, Bülstringen, Calvörde, Eilsleben, Erxleben, Flechtingen, Harbke, Hötensleben, Ingersleben, Sommersdorf, Stadt Haldensleben, Ummendorf, Völpke, Wefensleben | Stadt Oebisfelde-Weferlingen an den WK 2 | Gemeinden Harbke, Hötensleben, Sommersdorf, Völpke vom aufgelösten alten WK 9 (Oschersleben) |
| 07  | Haldensleben              | vom Landkreis Börde die Gemeinden Altenhausen, Beendorf, Bülstringen, Calvörde, Eilsleben, Erxleben, Flechtingen, Harbke, Hötensleben, Ingersleben, Sommersdorf, Stadt Haldensleben, Ummendorf, Völpke, Wefensleben | Ortsteile der Gemeinde Hohe Börde an den WK 8 | Gemeinden Eilsleben, Erxleben, Ingersleben, Ummendorf, Wefensleben vom aufgelösten alten WK 20 (Wanzleben) |
| 08  | Wolmirstedt               | vom Landkreis Börde die Gemeinden Angern, Barleben, Burgstall, Colbitz, Hohe Börde, Loitsche-Heinrichsberg, Niedere Börde, Rogätz, Stadt Wolmirstedt, Westheide, Zielitz | Ortsteile Ackendorf, Bebertal, Bornstedt, Nordgermersleben, Rottmersleben, Schackensleben der Gemeinde Hohe Börde vom WK 7                                                                              | |
| 09  | Oschersleben-Wanzleben    | vom Landkreis Börde die Gemeinden Am Großen Bruch, Ausleben, Stadt Gröningen, Stadt Kroppenstedt, Stadt Oschersleben (Bode), Stadt Wanzleben-Börde, Sülzetal | neugebildeter Wahlkreis aus den alten aufgelösten Wahlkreisen 9 (Oschersleben) und 20 (Wanzleben) | neugebildeter Wahlkreis aus den alten aufgelösten Wahlkreisen 9 (Oschersleben) und 20 (Wanzleben) |
| 09  | Oschersleben-Wanzleben    | vom Landkreis Börde die Gemeinden Am Großen Bruch, Ausleben, Stadt Gröningen, Stadt Kroppenstedt, Stadt Oschersleben (Bode), Stadt Wanzleben-Börde, Sülzetal | Gemeinden Am Großen Bruch, Ausleben, Stadt Gröningen, Stadt Kroppenstedt, Stadt Oschersleben (Bode) vom alten WK 9                                                                                      | Gemeinden Eilsleben, Erxleben, Ingersleben, Ummendorf, Wefensleben an den WK 7 |
| 09  | Oschersleben-Wanzleben    | vom Landkreis Börde die Gemeinden Am Großen Bruch, Ausleben, Stadt Gröningen, Stadt Kroppenstedt, Stadt Oschersleben (Bode), Stadt Wanzleben-Börde, Sülzetal | Gemeinden Stadt Wanzleben-Börde und Sülzetal vom alten WK 20 | Gemeinde Bördeland an den neuen WK 20 |
| 10  | Magdeburg I               | von der kreisfreien Stadt Landeshauptstadt Magdeburg die Stadtteile Alte Neustadt, Barleber See, Gewerbegebiet Nord, Industriehafen, Kannenstieg, Neue Neustadt, Neustädter Feld, Neustädter See, Rothensee, Sülzegrund | keine | keine |
| 11  | Magdeburg II              | von der kreisfreien Stadt Landeshauptstadt Magdeburg die Stadtteile Altstadt, Berliner Chaussee, Brückfeld, Cracau, Herrenkrug, Kreuzhorst, Pechau, Prester, Randau-Calenberge, Stadtfeld Ost, Werder, Zipkeleben | keine | keine |
| 12  | Magdeburg III             | von der kreisfreien Stadt Landeshauptstadt Magdeburg die Stadtteile Alt Olvenstedt, Diesdorf, Großer Silberberg, Neu Olvenstedt, Nordwest, Stadtfeld West, Sudenburg | keine | keine |
| 13  | Magdeburg IV              | von der kreisfreien Stadt Landeshauptstadt Magdeburg die Stadtteile Beyendorf-Sohlen, Beyendorfer Grund, Buckau, Fermersleben, Hopfengarten, Leipziger Straße, Lemsdorf, Ottersleben, Reform, Salbke, Westerhüsen | keine | keine |
| 14  | Halberstadt               | vom Landkreis Harz die Gemeinden Groß Quenstedt, Huy, Stadt Halberstadt, Stadt Schwanebeck | keine | keine |
| 15  | Blankenburg               | vom Landkreis Harz die Gemeinden Nordharz, Stadt Blankenburg (Harz), Stadt Ilsenburg (Harz), Stadt Osterwieck | keine | keine |
| 16  | Wernigerode               | vom Landkreis Harz die Gemeinden Stadt Harzgerode, Stadt Oberharz am Brocken, Stadt Wernigerode | keine | keine |
| 17  | Quedlinburg               | vom Landkreis Harz die Gemeinden Ditfurt, Harsleben, Hedersleben, Selke-Aue, Stadt Ballenstedt, Welterbestadt Quedlinburg, Stadt Thale, Stadt Wegeleben | | Gemeinde Harsleben und Stadt Wegeleben vom alten, aufgelösten WK 9 (Oschersleben) |
| 18  | Aschersleben              | vom Salzlandkreis die Gemeinden Stadt Aschersleben, Stadt Seeland vom Landkreis Harz die Gemeinde Stadt Falkenstein/Harz vom Landkreis Mansfeld-Südharz die Gemeinde Stadt Arnstein | keine | keine |
| 19  | Staßfurt                  | vom Salzlandkreis die Gemeinden Bördeaue, Börde-Hakel, Borne, Stadt Egeln, Stadt Hecklingen, Stadt Staßfurt, Wolmirsleben | keine | keine |
| 20  | Schönebeck                | vom Salzlandkreis die Gemeinden Bördeland, Stadt Barby, Stadt Calbe (Saale), Stadt Schönebeck (Elbe) | | Gemeinde Bördeland vom alten WK 20 (Wanzleben) |
| 21  | Bernburg                  | vom Salzlandkreis die Gemeinden Giersleben, Ilberstedt, Plötzkau, Stadt Alsleben (Saale), Stadt Bernburg (Saale), Stadt Güsten, Stadt Könnern, Stadt Nienburg (Saale) | | Stadt Könnern vom WK 22 |
| 22  | Köthen                    | vom Landkreis Anhalt-Bitterfeld die Gemeinden Muldestausee, Stadt Köthen (Anhalt), Stadt Raguhn-Jeßnitz, Stadt Südliches Anhalt | Stadt Könnern an den WK 21 | die Gemeinden Muldestausee, Stadt Raguhn-Jeßnitz vom alten WK 29 (Bitterfeld) |
| 23  | Zerbst                    | vom Landkreis Anhalt-Bitterfeld die Gemeinden Osternienburger Land, Stadt Aken (Elbe), Stadt Zerbst/Anhalt vom Landkreis Jerichower Land die Gemeinde Stadt Gommern | keine | keine |
| 24  | Wittenberg                | vom Landkreis Wittenberg die Gemeinden Lutherstadt Wittenberg, Stadt Zahna-Elster | keine | keine |
| 25  | Jessen                    | vom Landkreis Wittenberg die Gemeinden Stadt Annaburg, Stadt Bad Schmiedeberg, Stadt Gräfenhainichen, Stadt Jessen (Elster), Stadt Kemberg | keine | keine |
| 26  | Dessau-Roßlau             | von der kreisfreien Stadt Dessau-Roßlau die Stadt- und Ortsteile sowie die Stadtbezirke Alten, Großkühnau, Haideburg, Innerstädtischer Bereich Mitte, Innerstädtischer Bereich Süd, Kleinkühnau, Kleutsch, Kochstedt, Mosigkau, Siedlung, Sollnitz, Süd, Törten, West, Ziebigk, Zoberberg                                                                                                  | keine | keine |
| 27  | Dessau-Roßlau-Wittenberg  | von der kreisfreien Stadt Dessau-Roßlau die Stadt- und Ortsteile sowie die Stadtbezirke Brambach, Innerstädtischer Bereich Nord, Meinsdorf, Mildensee, Mühlstedt, Rodleben, Roßlau, Streetz/Natho, Waldersee vom Landkreis Wittenberg die Gemeinden Stadt Coswig (Anhalt), Stadt Oranienbaum-Wörlitz                                                                                       | keine | keine |
| 28  | Bitterfeld-Wolfen         | vom Landkreis Anhalt-Bitterfeld die Gemeinden Stadt Bitterfeld-Wolfen, Stadt Sandersdorf-Brehna, Stadt Zörbig | neugebildeter Wahlkreis aus den alten aufgelösten Wahlkreisen 28 (Wolfen) und 29 (Bitterfeld) | neugebildeter Wahlkreis aus den alten aufgelösten Wahlkreisen 28 (Wolfen) und 29 (Bitterfeld) |
| 28  | Bitterfeld-Wolfen         | vom Landkreis Anhalt-Bitterfeld die Gemeinden Stadt Bitterfeld-Wolfen, Stadt Sandersdorf-Brehna, Stadt Zörbig | Gemeinden Muldestausee, Stadt Raguhn-Jeßnitz an den WK 22 | Stadt Zörbig, von der Stadt Bitterfeld-Wolfen die Ortsteile Bobbau, Greppin, Thalheim und Wolfen, von der Stadt Sandersdorf-Brehna die Ortsteile Heideloh, Ramsin, Renneritz, Sandersdorf, Zscherndorf vom alten, aufgelösten WK 28 (Wolfen) |
| 28  | Bitterfeld-Wolfen         | vom Landkreis Anhalt-Bitterfeld die Gemeinden Stadt Bitterfeld-Wolfen, Stadt Sandersdorf-Brehna, Stadt Zörbig | von der Stadt Bitterfeld-Wolfen die Ortsteile Bitterfeld, Holzweißig, von der Stadt Sandersdorf-Brehna die Ortsteile Brehna, Glebitzsch, Petersroda, Roitzsch vom alten, aufgelösten WK 29 (Bitterfeld) | |
| 29  | Saalekreis                | vom Saalekreis die Gemeinden Petersberg ohne den Ortsteil Brachstedt, Salzatal, Stadt Wettin-Löbejün, Teutschenthal vom Landkreis Mansfeld-Südharz die Gemeinde Seegebiet Mansfelder Land | keine | keine |
| 30  | Eisleben                  | vom Landkreis Mansfeld-Südharz die Gemeinden Ahlsdorf, Benndorf, Blankenheim, Bornstedt, Helbra, Hergisdorf, Klostermansfeld, Lutherstadt Eisleben, Stadt Gerbstedt, Stadt Hettstedt, Wimmelburg | keine | keine |
| 31  | Sangerhausen              | vom Landkreis Mansfeld-Südharz die Gemeinden Berga, Brücken-Hackpfüffel, Edersleben, Stadt Kelbra (Kyffhäuser), Stadt Mansfeld, Stadt Sangerhausen, Südharz, Wallhausen | keine | keine |
| 32  | Querfurt                  | vom Saalekreis die Gemeinden Barnstädt, Farnstädt, Goethestadt Bad Lauchstädt, Nemsdorf-Göhrendorf, Obhausen, Stadt Mücheln (Geiseltal), Stadt Querfurt, Stadt Schraplau, Steigra vom Landkreis Mansfeld-Südharz die Gemeinden Stadt Allstedt vom Burgenlandkreis die Gemeinden An der Poststraße, Finne, Finneland, Kaiserpfalz, Lanitz-Hasseltal, Stadt Bad Bibra, Stadt Eckartsberga    | keine | keine |
| 33  | Merseburg                 | vom Saalekreis die Gemeinden Stadt Braunsbedra, Stadt Leuna ohne die Ortsteile Friedensdorf, Günthersdorf, Horburg-Maßlau, Kötschlitz, Kötzschau, Kreypau, Rodden, Spergau, Zöschen und Zweimen, Stadt Merseburg | keine | keine |
| 34  | Bad Dürrenberg-Saalekreis | vom Saalekreis die Gemeinden Kabelsketal, Schkopau, Stadt Bad Dürrenberg, Stadt Landsberg, von der Stadt Leuna die Ortsteile Friedensdorf, Günthersdorf, Horburg-Maßlau, Kötschlitz, Kötzschau, Kreypau, Rodden, Spergau, Zöschen und Zweimen, von der Gemeinde Petersberg der Ortsteil Brachstedt                                                                                         | keine | keine |
| 35  | Halle I                   | von der kreisfreien Stadt Halle (Saale) die Stadtteile und Stadtviertel Dölau, Dölauer Heide, Gewerbegebiet Neustadt, Heide-Nord/Blumenau, Nietleben, Nördliche Neustadt, Ortslage Lettin, Südliche Neustadt, Westliche Neustadt | keine | keine |
| 36  | Halle II                  | von der kreisfreien Stadt Halle (Saale) die Stadtteile und Stadtviertel Gesundbrunnen, Heide-Süd, Industriegebiet Nord, Kröllwitz, Lutherplatz/Thüringer Bahnhof, Ortslage Trotha, Saaleaue, Südliche Innenstadt | keine | keine |
| 37  | Halle III                 | von der kreisfreien Stadt Halle (Saale) die Stadtteile und Stadtviertel Altstadt, Am Wasserturm/Thaerviertel, Diemitz, Freiimfelde/Kanenaer Weg, Frohe Zukunft, Gottfried-Keller-Siedlung, Gebiet der DR, Giebichenstein, Landrain, Mötzlich, Nördliche Innenstadt, Paulusviertel, Seeben, Tornau                                                                                          | Stadtteile Dautzsch und Reideburg an den WK 38 | |
| 38  | Halle IV                  | von der kreisfreien Stadt Halle (Saale) die Stadtteile und Stadtviertel Böllberg/Wörmlitz, Büschdorf, Damaschkestraße, Dautzsch, Dieselstraße, Kanena/Bruckdorf, Ortslage Ammendorf/Beesen, Planena, Radewell/Osendorf, Reideburg, Silberhöhe, Südstadt | | Stadtteile Dautzsch und Reideburg vom WK 37 |
| 39  | Weißenfels                | vom Burgenlandkreis die Gemeinden Stadt Lützen, Stadt Teuchern, Stadt Weißenfels | keine | keine |
| 40  | Naumburg                  | vom Burgenlandkreis die Gemeinden Balgstädt, Gleina, Goseck, Karsdorf, Meineweh, Mertendorf, Molauer Land, Schönburg, Stadt Freyburg (Unstrut), Stadt Laucha an der Unstrut, Stadt Naumburg (Saale), Stadt Nebra (Unstrut), Stadt Osterfeld, Stadt Stößen, Wethau | keine | keine |
| 41  | Zeitz                     | vom Burgenlandkreis die Gemeinden Droyßig, Elsteraue, Gutenborn, Kretzschau, Schnaudertal, Stadt Hohenmölsen, Stadt Zeitz, Wetterzeube | keine | keine |

## Namen und Gebiete der Wahlkreise zur Landtagswahl 2016

Landtagswahlkreise seit 2016

| Nr. | Wahlkreis                 | Gebiet |
| --- | ------------------------- | --- |
| 01  | Salzwedel                 | vom Altmarkkreis Salzwedel die Gemeinden Stadt Arendsee (Altmark), Beetzendorf, Dähre, Flecken Diesdorf, Jübar, Kuhfelde, Rohrberg, Hansestadt Salzwedel, Wallstawe |
| 02  | Gardelegen-Klötze         | vom Altmarkkreis Salzwedel die Gemeinden Flecken Apenburg-Winterfeld, Hansestadt Gardelegen, Stadt Kalbe (Milde), Stadt Klötze |
| 03  | Havelberg-Osterburg       | vom Landkreis Stendal die Gemeinden Aland, Altmärkische Höhe, Altmärkische Wische, Stadt Arneburg, Eichstedt (Altmark), Goldbeck, Hassel, Hansestadt Havelberg, Hohenberg-Krusemark, Iden, Kamern, Klietz, Hansestadt Osterburg (Altmark), Rochau, Stadt Sandau (Elbe), Schollene, Schönhausen (Elbe), Hansestadt Seehausen (Altmark), Hansestadt Werben (Elbe), Wust-Fischbeck, Zehrental |
| 04  | Stendal                   | vom Landkreis Stendal die Gemeinden Stadt Bismark (Altmark), Hansestadt Stendal |
| 05  | Genthin                   | vom Landkreis Jerichower Land die Gemeinden Elbe-Parey, Stadt Genthin, Stadt Jerichow vom Landkreis Stendal die Gemeinden Stadt Tangerhütte, Stadt Tangermünde |
| 06  | Burg                      | vom Landkreis Jerichower Land die Gemeinden Biederitz, Stadt Burg, Stadt Möckern, Möser |
| 07  | Haldensleben              | vom Landkreis Börde die Gemeinden Altenhausen, Beendorf, Bülstringen, Calvörde, Flechtingen, Stadt Haldensleben, Hohe Börde (teilweise), Stadt Oebisfelde-Weferlingen |
| 08  | Wolmirstedt               | vom Landkreis Börde die Gemeinden Angern, Barleben, Burgstall, Colbitz, Hohe Börde (teilweise), Loitsche-Heinrichsberg, Niedere Börde, Rogätz, Westheide, Stadt Wolmirstedt, Zielitz |
| 09  | Oschersleben              | vom Landkreis Börde die Gemeinden Am Großen Bruch, Ausleben, Stadt Gröningen, Harbke, Hötensleben, Stadt Kroppenstedt, Stadt Oschersleben (Bode), Sommersdorf, Völpke vom Landkreis Harz die Gemeinden Harsleben, Stadt Wegeleben |
| 10  | Magdeburg I               | von der Kreisfreien Stadt Magdeburg die Stadtteile Alte Neustadt, Barleber See, Gewerbegebiet Nord, Industriehafen, Kannenstieg, Neue Neustadt, Neustädter Feld, Neustädter See, Rothensee, Sülzegrund |
| 11  | Magdeburg II              | von der Kreisfreien Stadt Magdeburg die Stadtteile Altstadt, Berliner Chaussee, Brückfeld, Cracau, Herrenkrug, Kreuzhorst, Pechau, Prester, Randau-Calenberge, Stadtfeld Ost, Werder, Zipkeleben |
| 12  | Magdeburg III             | von der Kreisfreien Stadt Magdeburg die Stadtteile Alt Olvenstedt, Diesdorf, Großer Silberberg, Neu Olvenstedt, Nordwest, Stadtfeld West, Sudenburg |
| 13  | Magdeburg IV              | von der Kreisfreien Stadt Magdeburg die Stadtteile Beyendorf-Sohlen, Beyendorfer Grund, Buckau, Fermersleben, Hopfengarten, Leipziger Straße, Lemsdorf, Ottersleben, Reform, Salbke, Westerhüsen |
| 14  | Halberstadt               | vom Landkreis Harz die Gemeinden Groß Quenstedt, Stadt Halberstadt, Huy, Stadt Schwanebeck |
| 15  | Blankenburg               | vom Landkreis Harz die Gemeinden Stadt Blankenburg (Harz), Stadt Ilsenburg (Harz), Nordharz, Stadt Osterwieck |
| 16  | Wernigerode               | vom Landkreis Harz die Gemeinden Stadt Harzgerode, Stadt Oberharz am Brocken, Stadt Wernigerode |
| 17  | Staßfurt                  | vom Salzlandkreis die Gemeinden Börde-Hakel, Bördeaue, Borne, Stadt Egeln, Stadt Hecklingen, Stadt Staßfurt, Wolmirsleben |
| 18  | Aschersleben              | vom Landkreis Harz die Gemeinde Stadt Falkenstein/Harz Vom Landkreis Mansfeld-Südharz die Gemeinde Stadt Arnstein vom Salzlandkreis die Gemeinden Stadt Aschersleben, Stadt Seeland |
| 19  | Schönebeck                | vom Salzlandkreis die Gemeinden Stadt Barby, Stadt Calbe (Saale), Stadt Schönebeck (Elbe) |
| 20  | Wanzleben                 | vom Landkreis Börde die Gemeinden Eilsleben, Erxleben, Ingersleben, Sülzetal, Ummendorf, Stadt Wanzleben-Börde, Wefensleben vom Salzlandkreis die Gemeinde Bördeland |
| 21  | Bernburg                  | vom Salzlandkreis die Gemeinden Stadt Alsleben (Saale), Stadt Bernburg (Saale), Giersleben, Stadt Güsten, Ilberstedt, Stadt Nienburg (Saale), Plötzkau |
| 22  | Köthen                    | vom Landkreis Anhalt-Bitterfeld die Gemeinden Görzig, Stadt Gröbzig, Stadt Köthen (Anhalt), Piethen, Stadt Südliches Anhalt vom Salzlandkreis die Gemeinde Stadt Könnern |
| 23  | Zerbst                    | vom Landkreis Anhalt-Bitterfeld die Gemeinden Stadt Aken (Elbe), Osternienburger Land, Stadt Zerbst/Anhalt vom Landkreis Jerichower Land die Gemeinde Stadt Gommern |
| 24  | Wittenberg                | vom Landkreis Wittenberg die Gemeinden Lutherstadt Wittenberg, Stadt Zahna-Elster |
| 25  | Jessen                    | vom Landkreis Wittenberg die Gemeinden Stadt Annaburg, Stadt Bad Schmiedeberg, Stadt Gräfenhainichen, Stadt Jessen (Elster), Stadt Kemberg |
| 26  | Dessau-Roßlau             | von der Kreisfreien Stadt Dessau-Roßlau die Stadtteile Alten, Großkühnau, Haideburg, Innerstädtischer Bereich Mitte, Innerstädtischer Bereich Süd, Kleinkühnau, Kleutsch, Kochstedt, Mosigkau, Siedlung, Sollnitz, Süd, Törten, West, Ziebigk, Zoberberg |
| 27  | Dessau-Roßlau-Wittenberg  | von der Kreisfreien Stadt Dessau-Roßlau die Stadtteile Brambach, Innerstädtischer Bereich Nord, Meinsdorf, Mildensee, Mühlstedt, Rodleben, Roßlau, Streetz/Natho, Waldersee vom Landkreis Wittenberg die Gemeinden Stadt Coswig (Anhalt), Stadt Oranienbaum-Wörlitz |
| 28  | Wolfen                    | vom Landkreis Anhalt-Bitterfeld die Gemeinden Stadt Bitterfeld-Wolfen teilweise, Stadt Sandersdorf-Brehna teilweise, Stadt Zörbig |
| 29  | Bitterfeld                | vom Landkreis Anhalt-Bitterfeld die Gemeinden Stadt Bitterfeld-Wolfen teilweise, Muldestausee, Stadt Raguhn-Jeßnitz, Stadt Sandersdorf-Brehna teilweise |
| 30  | Quedlinburg               | vom Landkreis Harz die Gemeinden Stadt Ballenstedt, Ditfurt, Hedersleben, Stadt Quedlinburg, Selke-Aue, Stadt Thale |
| 31  | Sangerhausen              | vom Landkreis Mansfeld-Südharz die Gemeinden Berga, Brücken-Hackpfüffel, Edersleben, Stadt Kelbra (Kyffhäuser), Stadt Mansfeld, Stadt Sangerhausen, Südharz, Wallhausen |
| 32  | Eisleben                  | vom Landkreis Mansfeld-Südharz die Gemeinden Ahlsdorf, Benndorf, Blankenheim, Bornstedt, Lutherstadt Eisleben, Stadt Gerbstedt, Helbra, Hergisdorf, Stadt Hettstedt, Klostermansfeld, Wimmelburg |
| 33  | Saalekreis                | vom Landkreis Mansfeld-Südharz die Gemeinde Seegebiet Mansfelder Land vom Saalekreis die Gemeinden Petersberg teilweise, Salzatal, Teutschenthal, Stadt Wettin-Löbejün |
| 34  | Bad Dürrenberg-Saalekreis | vom Saalekreis die Gemeinden Stadt Bad Dürrenberg, Kabelsketal, Stadt Landsberg, Stadt Leuna teilweise, Petersberg teilweise, Schkopau |
| 35  | Halle I                   | von der Kreisfreien Stadt Halle die Stadtteile Dölau, Dölauer Heide, Gewerbegebiet Neustadt, Heide-Nord/Blumenau, Nietleben, Nördliche Neustadt, Ortslage Lettin, Südliche Neustadt, Westliche Neustadt |
| 36  | Halle II                  | von der Kreisfreien Stadt Halle die Stadtteile Gesundbrunnen, Heide-Süd, Industriegebiet Nord, Kröllwitz, Lutherplatz/Thüringer Bahnhof, Ortslage Trotha, Saaleaue, Südliche Innenstadt |
| 37  | Halle III                 | von der Kreisfreien Stadt Halle die Stadtteile Altstadt, Am Wasserturm/Thaerviertel, Dautzsch, Diemitz, Freiimfelde/Kanenaer Weg, Frohe Zukunft, Gottfried-Keller-Siedlung, Gebiet der DR, Giebichenstein, Landrain, Mötzlich, Nördliche Innenstadt, Paulusviertel, Reideburg, Seeben, Tornau                                                                                              |
| 38  | Halle IV                  | von der Kreisfreien Stadt Halle die Stadtteile Böllberg/Wörmlitz, Büschdorf, Damaschkestraße, Dieselstraße, Kanena/Bruckdorf, Ortslage Ammendorf/Beesen, Planena, Radewell/Osendorf, Silberhöhe, Südstadt |
| 39  | Merseburg                 | vom Saalekreis die Gemeinden Stadt Braunsbedra, Stadt Leuna teilweise, Stadt Merseburg |
| 40  | Querfurt                  | vom Burgenlandkreis die Gemeinden An der Poststraße, Stadt Bad Bibra, Stadt Eckartsberga, Finne, Finneland, Kaiserpfalz, Lanitz-Hasseltal vom Landkreis Mansfeld-Südharz die Gemeinden Stadt Allstedt vom Saalekreis die Gemeinden Goethestadt Bad Lauchstädt, Barnstädt, Farnstädt, Stadt Mücheln (Geiseltal), Nemsdorf-Göhrendorf, Obhausen, Stadt Querfurt, Stadt Schraplau, Steigra    |
| 41  | Zeitz                     | vom Burgenlandkreis die Gemeinden Droyßig, Elsteraue, Gutenborn, Hohenmölsen, Kretzschau, Schnaudertal, Wetterzeube, Stadt Zeitz |
| 42  | Naumburg                  | vom Burgenlandkreis die Gemeinden Balgstädt, Stadt Freyburg (Unstrut), Gleina, Goseck, Karsdorf, Stadt Laucha an der Unstrut, Meineweh, Mertendorf, Molauer Land, Stadt Naumburg (Saale), Stadt Nebra (Unstrut), Osterfeld, Schönburg, Stadt Stößen, Wethau |
| 43  | Weißenfels                | vom Burgenlandkreis die Gemeinden Stadt Lützen, Stadt Teuchern, Stadt Weißenfels |

## Namen und Gebiete der Wahlkreise zur Landtagswahl 2011

Wahlkreise 2011

| Nr. | Wahlkreis                 | Gebiet |
| --- | ------------------------- | --- |
| 01  | Salzwedel                 | vom Altmarkkreis Salzwedel die Gemeinden Stadt Arendsee (Altmark), Stadt Kalbe (Milde), Hansestadt Salzwedel |
| 02  | Gardelegen-Klötze         | vom Altmarkkreis Salzwedel die Gemeinden Flecken Apenburg-Winterfeld, Beetzendorf, Dähre, Flecken Diesdorf, Hansestadt Gardelegen, Jübar, Stadt Klötze, Rohrberg |
| 03  | Havelberg-Osterburg       | vom Landkreis Stendal die Gemeinden Aland, Altmärkische Höhe, Altmärkische Wische, Stadt Arneburg, Eichstedt (Altmark), Goldbeck, Hassel, Hansestadt Havelberg, Hohenberg-Krusemark, Iden, Kamern, Klein Schwechten, Klietz, Hansestadt Osterburg (Altmark), Rochau, Stadt Sandau (Elbe), Schönberg, Schönhausen (Elbe), Schollene, Schwarzholz, Hansestadt Seehausen (Altmark), Wahrenberg, Hansestadt Werben (Elbe), Wust-Fischbeck, Zehrental |
| 04  | Stendal                   | vom Landkreis Stendal die Gemeinden Stadt Bismark (Altmark), Dahlen, Insel, Schinne, Hansestadt Stendal, Vinzelberg |
| 05  | Genthin                   | vom Landkreis Jerichower Land die Gemeinden Elbe-Parey, Stadt Genthin, Stadt Jerichow vom Landkreis Stendal die Gemeinden Bellingen, Birkholz, Bittkau, Cobbel, Demker, Grieben, Hüselitz, Jerchel, Kehnert, Lüderitz, Ringfurth, Schelldorf, Schernebeck, Schönwalde (Altmark), Stadt Tangerhütte, Stadt Tangermünde, Uchtdorf, Uetz, Weißewarte, Windberge                                                                                     |
| 06  | Burg                      | vom Landkreis Jerichower Land die Gemeinden Biederitz, Stadt Burg, Stadt Möckern, Möser, Schopsdorf, Stresow |
| 07  | Haldensleben              | vom Landkreis Börde die Gemeinden Altenhausen, Beendorf, Bülstringen, Calvörde, Erxleben, Flechtingen, Stadt Haldensleben, Hohe Börde teilweise, Ingersleben, Stadt Oebisfelde-Weferlingen, Süplingen |
| 08  | Wolmirstedt               | vom Landkreis Börde die Gemeinden Angern, Barleben, Burgstall, Colbitz, Hohe Börde teilweise, Loitsche-Heinrichsberg, Niedere Börde, Rogätz, Westheide, Stadt Wolmirstedt, Zielitz |
| 09  | Oschersleben              | vom Landkreis Börde die Gemeinden Am Großen Bruch, Ausleben, Drackenstedt, Druxberge, Eilsleben, Stadt Gröningen, Stadt Hadmersleben, Harbke, Hötensleben, Stadt Kroppenstedt, Stadt Oschersleben (Bode), Ovelgünne, Sommersdorf, Ummendorf, Völpke, Wefensleben |
| 10  | Magdeburg I               | von der Kreisfreien Stadt Magdeburg die Stadtteile Alte Neustadt, Barleber See, Gewerbegebiet Nord, Industriehafen, Kannenstieg, Neue Neustadt, Neustädter Feld, Neustädter See, Rothensee, Sülzegrund |
| 11  | Magdeburg II              | von der Kreisfreien Stadt Magdeburg die Stadtteile Altstadt, Berliner Chaussee, Brückfeld, Buckau, Cracau, Herrenkrug, Kreuzhorst, Pechau, Prester, Randau-Calenberge, Stadtfeld Ost, Werder, Zipkeleben |
| 12  | Magdeburg III             | von der Kreisfreien Stadt Magdeburg die Stadtteile Alt Olvenstedt, Diesdorf, Großer Silberberg, Neu Olvenstedt, Nordwest, Stadtfeld West, Sudenburg |
| 13  | Magdeburg IV              | von der Kreisfreien Stadt Magdeburg die Stadtteile Beyendorf-Sohlen, Beyendorfer Grund, Fermersleben, Hopfengarten, Leipziger Straße, Lemsdorf, Ottersleben, Reform, Salbke, Westerhüsen |
| 14  | Halberstadt               | vom Landkreis Harz die Gemeinden Groß Quenstedt, Stadt Halberstadt, Harsleben, Huy, Stadt Schwanebeck, Stadt Wegeleben |
| 15  | Blankenburg               | vom Landkreis Harz die Gemeinden Stadt Blankenburg (Harz), Stadt Ilsenburg (Harz), Nordharz, Stadt Osterwieck |
| 16  | Wernigerode               | vom Landkreis Harz die Gemeinden Allrode, Stadt Harzgerode, Neudorf, Stadt Oberharz am Brocken, Stadt Wernigerode |
| 17  | Staßfurt                  | vom Salzlandkreis die Gemeinden Börde-Hakel, Bördeaue, Borne, Stadt Egeln, Stadt Hecklingen, Stadt Staßfurt, Wolmirsleben |
| 18  | Aschersleben              | vom Landkreis Harz die Gemeinde Stadt Falkenstein/Harz vom Salzlandkreis die Gemeinden Stadt Aschersleben, Gatersleben, Stadt Seeland |
| 19  | Schönebeck                | vom Salzlandkreis die Gemeinden Stadt Barby, Gnadau, Stadt Schönebeck (Elbe) |
| 20  | Wanzleben                 | vom Landkreis Börde die Gemeinden Klein Wanzleben, Sülzetal, Stadt Wanzleben-Börde vom Salzlandkreis die Gemeinden Bördeland, Stadt Calbe (Saale) |
| 21  | Bernburg                  | vom Salzlandkreis die Gemeinden Stadt Alsleben (Saale), Stadt Bernburg (Saale), Giersleben, Stadt Güsten, Ilberstedt, Stadt Nienburg (Saale), Plötzkau |
| 22  | Köthen                    | vom Landkreis Anhalt-Bitterfeld die Gemeinden Görzig, Stadt Gröbzig, Stadt Köthen (Anhalt), Piethen, Stadt Südliches Anhalt vom Salzlandkreis die Gemeinde Stadt Könnern |
| 23  | Zerbst                    | vom Landkreis Anhalt-Bitterfeld die Gemeinden Stadt Aken (Elbe), Osternienburger Land, Stadt Zerbst/Anhalt vom Landkreis Jerichower Land die Gemeinde Stadt Gommern |
| 24  | Wittenberg                | vom Landkreis Wittenberg die Gemeinden Dietrichsdorf, Elster (Elbe), Gadegast, Stadt Jessen (Elster) teilweise, Klöden, Leetza, Listerfehrda, Mühlanger, Schützberg, Lutherstadt Wittenberg, Stadt Zahna, Zemnick, Zörnigall |
| 25  | Jessen                    | vom Landkreis Wittenberg die Gemeinden Stadt Annaburg, Axien, Stadt Bad Schmiedeberg, Bethau, Stadt Gräfenhainichen, Groß Naundorf, Stadt Jessen (Elster) teilweise, Stadt Kemberg, Labrun, Lebien, Möhlau, Plossig, Stadt Prettin, Schköna, Tornau, Zschornewitz |
| 26  | Dessau-Roßlau             | von der Kreisfreien Stadt Dessau-Roßlau die Stadtteile Alten, Großkühnau, Haideburg, Innerstädtischer Bereich Mitte, Innerstädtischer Bereich Süd, Kleinkühnau, Kochstedt, Mosigkau, Siedlung, Sollnitz, Süd, Törten, West, Ziebigk, Zoberberg |
| 27  | Dessau-Roßlau-Wittenberg  | von der Kreisfreien Stadt Dessau-Roßlau die Stadtteile Brambach, Innerstädtischer Bereich Nord, Kleutsch, Mildensee, Rodleben, Roßlau (Elbe), Streetz/Natho, Waldersee vom Landkreis Wittenberg die Gemeinden Brandhorst, Stadt Coswig (Anhalt), Gohrau, Griesen, Horstdorf, Kakau, Stadt Oranienbaum, Rehsen, Riesigk, Thießen, Vockerode, Stadt Wörlitz                                                                                        |
| 28  | Wolfen                    | vom Landkreis Anhalt-Bitterfeld die Gemeinden Stadt Bitterfeld-Wolfen teilweise, Stadt Sandersdorf-Brehna teilweise, Stadt Zörbig |
| 29  | Bitterfeld                | vom Landkreis Anhalt-Bitterfeld die Gemeinden Stadt Bitterfeld-Wolfen teilweise, Muldestausee, Stadt Raguhn-Jeßnitz, Stadt Sandersdorf-Brehna teilweise |
| 30  | Quedlinburg               | vom Landkreis Harz die Gemeinden Bad Suderode, Stadt Ballenstedt, Ditfurt, Stadt Gernrode, Hedersleben, Stadt Quedlinburg, Rieder, Selke-Aue, Stadt Thale, Westerhausen |
| 31  | Sangerhausen              | vom Landkreis Mansfeld-Südharz die Gemeinden Berga, Brücken-Hackpfüffel, Edersleben, Stadt Kelbra (Kyffhäuser), Stadt Sangerhausen, Stadt Stolberg (Harz), Südharz, Wallhausen, Wickerode |
| 32  | Hettstedt                 | vom Landkreis Mansfeld-Südharz die Gemeinden Arnstedt, Stadt Arnstein, Stadt Gerbstedt, Stadt Hettstedt, Stadt Mansfeld, Ritterode, Walbeck, Wiederstedt |
| 33  | Eisleben                  | vom Landkreis Mansfeld-Südharz die Gemeinden Ahlsdorf, Benndorf, Blankenheim, Bornstedt, Dederstedt, Lutherstadt Eisleben, Helbra, Hergisdorf, Klostermansfeld, Seegebiet Mansfelder Land, Wimmelburg |
| 34  | Saalekreis                | vom Saalekreis die Gemeinden Angersdorf, Brachwitz, Döblitz, Domnitz, Gimritz, Stadt Löbejün, Nauendorf, Neutz-Lettewitz, Petersberg teilweise, Plötz, Rothenburg, Salzatal, Teutschenthal, Stadt Wettin |
| 35  | Bad Dürrenberg-Saalekreis | vom Saalekreis die Gemeinden Stadt Bad Dürrenberg, Hohenthurm, Kabelsketal, Stadt Landsberg, Stadt Leuna teilweise, Peißen, Petersberg teilweise, Schkopau |
| 36  | Halle I                   | von der Kreisfreien Stadt Halle die Stadtteile Dölau, Dölauer Heide, Gewerbegebiet Neustadt, Nietleben, Nördliche Neustadt, Südliche Neustadt, Westliche Neustadt |
| 37  | Halle II                  | von der Kreisfreien Stadt Halle die Stadtteile Heide-Nord/Blumenau, Gesundbrunnen, Heide-Süd, Industriegebiet Nord, Kröllwitz, Lutherplatz/Thüringer Bahnhof, Ortslage Lettin, Ortslage Trotha, Saaleaue, Südliche Innenstadt |
| 38  | Halle III                 | von der Kreisfreien Stadt Halle die Stadtteile Altstadt, Am Wasserturm/Thaerviertel, Büschdorf, Dautzsch, Diemitz, Freiimfelde/Kanenaer Weg, Frohe Zukunft, Gottfried-Keller-Siedlung, Gebiet der DR, Giebichenstein, Kanena/Bruckdorf, Landrain, Mötzlich, Nördliche Innenstadt, Paulusviertel, Reideburg, Seeben, Tornau |
| 39  | Halle IV                  | von der Kreisfreien Stadt Halle die Stadtteile Böllberg/Wörmlitz, Damaschkestraße, Dieselstraße, Ortslage Ammendorf/Beesen, Planena, Radewell/Osendorf, Silberhöhe, Südstadt |
| 40  | Merseburg                 | vom Saalekreis die Gemeinden Stadt Braunsbedra, Stadt Leuna teilweise, Stadt Merseburg |
| 41  | Querfurt                  | vom Landkreis Mansfeld-Südharz die Gemeinden Stadt Allstedt, Winkel vom Saalekreis die Gemeinden Goethestadt Bad Lauchstädt, Barnstädt, Farnstädt, Stadt Mücheln (Geiseltal), Nemsdorf-Göhrendorf, Obhausen, Stadt Querfurt, Stadt Schraplau, Steigra |
| 42  | Nebra                     | vom Burgenlandkreis die Gemeinden An der Poststraße, Stadt Bad Bibra, Balgstädt, Burgwerben, Stadt Eckartsberga, Finne, Finneland, Stadt Freyburg (Unstrut), Gleina, Goseck, Großkorbetha, Kaiserpfalz, Karsdorf, Lanitz-Hassel-Tal, Stadt Laucha an der Unstrut, Stadt Naumburg (Saale) teilweise, Stadt Nebra (Unstrut), Reichardtswerben, Reinsdorf, Schkortleben, Storkau, Tagewerben, Wengelsdorf                                           |
| 43  | Zeitz                     | vom Burgenlandkreis die Gemeinden Droyßig, Elsteraue, Gutenborn, Kretzschau, Schnaudertal, Wetterzeube, Stadt Zeitz |
| 44  | Naumburg                  | vom Burgenlandkreis die Gemeinden Anhalt Süd, Deuben, Gröben, Gröbitz, Krauschwitz, Leißling, Mertendorf, Molauer Land, Stadt Naumburg (Saale) teilweise, Nessa, Stadt Osterfeld, Prittitz, Schönburg, Stadt Stößen, Stadt Teuchern, Trebnitz, Wethau |
| 45  | Hohenmölsen-Weißenfels    | vom Burgenlandkreis die Gemeinden Dehlitz (Saale), Stadt Hohenmölsen, Stadt Lützen, Sössen, Stadt Weißenfels, Zorbau |